# Долгенький лес
Долгенький лес — заповедное урочище. Находится в Александровском районе Донецкой области возле села Елизаветовка. Статус заповедного урочища присвоен решением областного совета № XXII/14-38 от 30 сентября 1997 года. Площадь — 17,6 га. Территория урочища — байрачный лес и песчаные разнотравно-типчаково-ковыльные степи. Произрастает 3 вида растений, занесённых в Красную книгу Украины.